# Nova Belém
Pour les articles homonymes, voir Belém (homonymie).
Nova Belém est une municipalité brésilienne de l'État du Minas Gerais et la microrégion de Mantena.